# The Cat Concerto
«Кошачий концерт» (англ. The Cat Concerto) — 29-й эпизод в серии короткометражек «Том и Джерри». Эпизод был снят в 1946 году по системе «Техниколор» (англ. Technicolor) и вышел на широкие экраны 26 апреля 1947 года. 13 марта 1947 года эпизод был удостоен Оскара как лучший короткометражный фильм 1946 года. Эпизод занимает 42 место в списке 50 величайших мультфильмов.

## Сюжет
Том — пианист-виртуоз, дающий концерт. Он играет «Венгерскую рапсодию № 2» Ференца Листа. Рояль, между тем, является домом для Джерри, который, по-видимому, настолько привык к громкой музыке, что просыпается только тогда, когда его задевает молоточек рояля. Мышонок вылезает на верх рояля и «дирижирует». Том не может этого стерпеть и сталкивает Джерри с верха. Партия продолжается. Джерри вылезает из-под одной клавиши, но, к его несчастью, Том играет тремоло на этой клавише, при этом хлопая Джерри клавишей по голове. Том играет главную тему, но даже после того, как он отпускает пальцы от клавиш, рояль дальше теперь играет сам. Том глядит внутрь рояля, и видит, как Джерри манипулирует молоточками. Том оглушает Джерри настроечным ключом и продолжает игру. Мышонок отвечает коту, хлопнув крышкой рояля и прищемив Тому пальцы. Прищемленные пальцы Тома продолжают играть на рояле. Джерри подходит к краю рояля, и, когда Том нажимает на третью минорную клавишу, Джерри пытается отрезать палец кота ножницами. После шестой попытки Джерри устает и, вздохнув, подставляет вместо нескольких белых клавиш мышеловку. Конечно, палец Тома туда попадается и немедленно раздувается до пропорций шара. Джерри скачет на пианино, Том залезает на него, продолжая играть пальцами ног. Когда Том слезает и продолжает играть пальцами лап, Джерри меняет мелодию рапсодии. Том начинает играть аккорд, Джерри раз за разом подпрыгивает и строит коту рожи. Том хватает мышонка в воздухе и засовывает его в стул. Джерри вылезает оттуда и манипулирует длиной стула при помощи колеса, подняв и резко опустив его. Том приземляется лицом на рояль и играет два аккорда фортиссимо, как бы говоря Джерри «сейчас ты у меня получишь». Том засовывает Джерри между молоточками и грубо играет мелодию, заставляя молоточки рояля избивать Джерри, словно в живую. Устав от побоев, расплющенный Джерри постепенно приходит в себя. Мышонок окончательно разозлен: он отрывает два молоточка и играет ими на струнах рояля. Джерри окончательно разрушает мелодию Тома, сыграв два фальшивых конца. Том выбивается из сил, закончив партию, концерт завершается, и все лавры достаются Джерри.    

## Факты
- Во время разработки этого мультфильма к команде присоединились два аниматора Дон Паттерсон (из студии Walt Disney) и Ричард Бикенбах (из Warner Bros.). Они примут участие ещё в двух эпизодах, «A Mouse in the House» (1947) и «The Invisible Mouse» (1947)
- Пытаясь сбить ритм игры Тома, Джерри на клавишах исполняет композицию «On the Atchison, Topeka and the Santa Fe[англ.]».

## Отзыв критика
«Кошачий концерт» показывает Тома в роли пианиста-виртуоза (аниматоры изучали игру Скотта Брэдли на пианино, чтобы правильно передать движение пальцев). По комизму и музыкальности «Кошачий концерт» может считаться подлинным шедевром во всех отношениях.
— Леонард Молтин «О мышах и магии. История американского рисованного фильма»